# Przewozy Autobusowe Gryf
Przewozy Autobusowe Gryf sp. z o.o. s.k. – firma zajmująca się rozkładowym transportem pasażerskim i transportem w komunikacji miejskiej. Świadczy także usługi wynajmu, naprawy i sprzedaży autobusów oraz pojazdów komunalnych.

## Historia
Firma została zarejestrowana w urzędzie gminy w Kartuzach w lipcu 1991 roku. Od 1996 roku Gryf zaczął wygrywać przetargi ZKM Gdynia na obsługę zadań komunikacyjnych. W 2008 roku wybudowano nową bazę dla pojazdów w Żukowie. W 2010 roku P. A. Gryf odkupił od PKS Gdańsk jego kartuski oddział wraz z dworcem, bazą i flotą. W ten sposób stał się praktycznie jedyną firmą obsługującą komunikację autobusową w powiecie kartuskim.
Od 1 stycznia 2012 P. A. Gryf wykonuje wszystkie zadania komunikacyjne w gminie Pruszcz Gdański. 22 marca 2012 Przewozy Autobusowe Gryf wraz z firmą deweloperską „Górski” stały się właścicielem firmy PKS Gdańsk, łącznie z należącymi do niej 63 autobusami podmiejskimi oraz 18 miejskimi, a także dworcem autobusowym w Gdańsku i bazą obsługi autobusów. Odtąd firma posiadała 248 autobusów, przewożących 6 milionów pasażerów rocznie (przed przejęciem przewożono 4 miliony pasażerów). Później, we wrześniu, w zamian za otrzymanie dworca firma Górski umorzyła wszystkie udziały w PKS Gdańsk. Od 1 września 2012 roku wszystkie linie regionalne PKS Gdańsk funkcjonują pod marką Gryf.
Od 1 września 2015 P. A. Gryf obsługiwał darmową miejską linię 107 w Pruszczu Gdańskim; linię przejął dwa miesiące później Zarząd Transportu Miejskiego w Gdańsku. Od 1 lipca 2019 P.A Gryf 25 autobusami obsługuje komunikację miejską w Tczewie.

## Obsługiwane linie

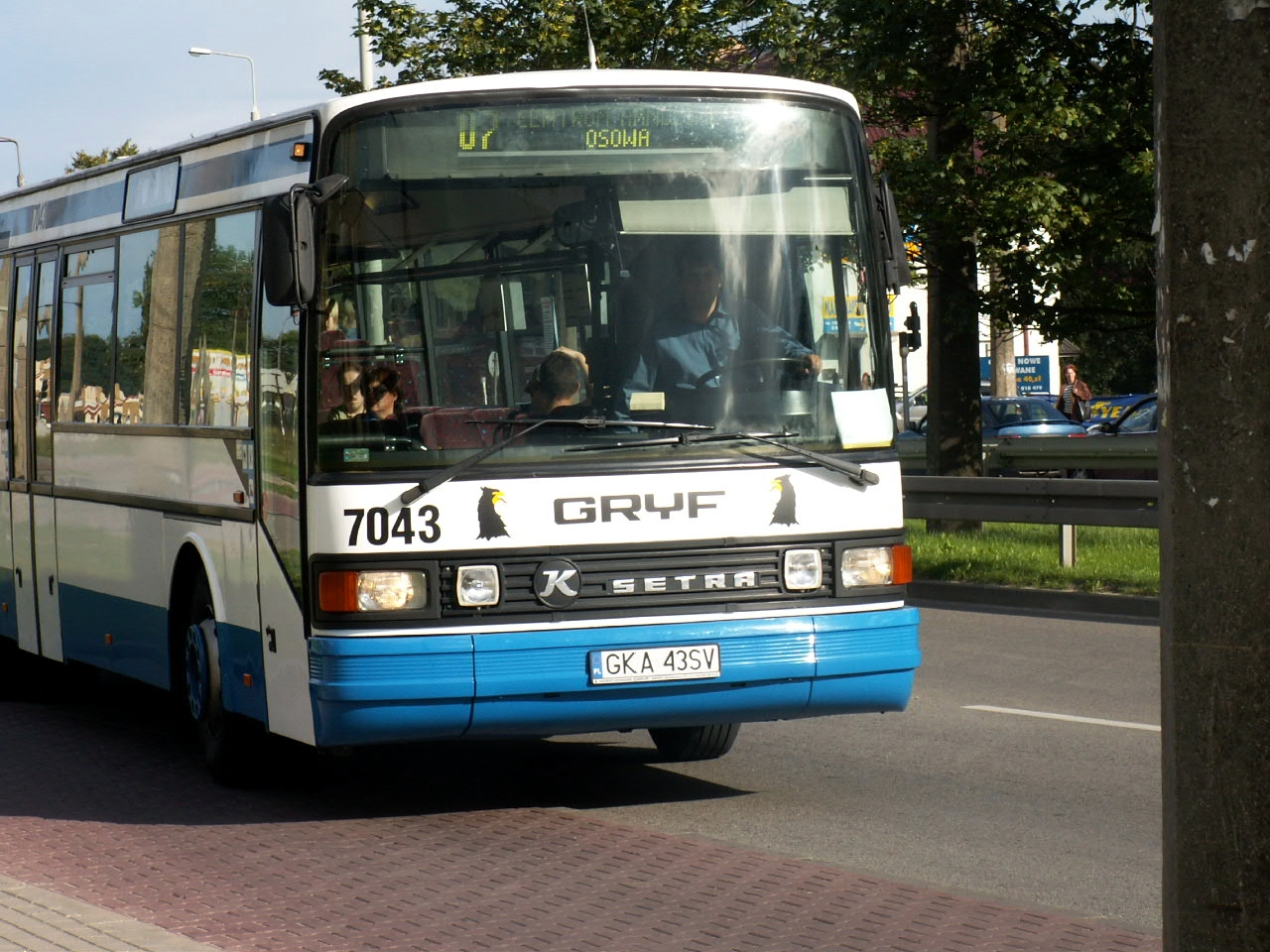
Bezpłatny autobus do C.H. Osowa

Obecnie P.A. Gryf obsługuje 21 linii komunikacji regionalnej na terenie powiatu kartuskiego, 11 linii komunikacji regionalnej PKS Gdańsk, 2 bezpłatne linie do Centrum Handlowego Osowa w Gdańsku, linie dalekobieżne pomiędzy Gdańskiem a Królewcem, Mińskiem oraz Brześciem. Autobusy tego przedsiębiorstwa wożą także pracowników do zakładów pracy w Trójmieście i okolicach. Od 1 lipca 2019 roku P. A. Gryf obsługuje też tczewską komunikację miejską, od 1 września 2019 roku komunikację regionalną w gminie Suchy Dąb, od 1 września 2020 roku również w gminie Pszczółki.
Autobusy należące do P. A. Gryf jeżdżą również w komunikacji miejskiej w województwie pomorskim dla następujących organizatorów:
- Miejski Zakład Komunikacji Wejherowo; 6 pojazdów na liniach: 9 i 10;
- Zarząd Komunikacji Miejskiej w Gdyni; 40 pojazdów na liniach: J, M, 85, 102, 145, 153, 181, 191, 193, 203, 204, 244, 252, 288;
- Zarząd Transportu Miejskiego w Gdańsku; 16 pojazdów w ramach rezerwy na liniach: T8 i T9;
- ZUK Tczew; 30 pojazdów na liniach: 1, 2, 3, 4, 5, 7, 8, 12, 17[4].

## Tabor[5]
| Typ autobusu                       | Eksploatacja od   | Liczba |
| ---------------------------------- | ----------------- | ------ |
| DAB 12-1200B                       | 2019              | 1      |
| Ford Transit 280M                  | 2004              | 1      |
| Ford Transit Kombi                 | 2007              | 1      |
| Ford Transit VIII                  | 2015              | 4      |
| MAN NM 223                         | 2015              | 4      |
| MAN NL 222                         | 1998              | 1      |
| MAN NL 263                         | 2010              | 1      |
| MAN NG 313                         | 2014              | 5      |
| MAN SÜ 313                         | 2016              | 2      |
| MAN NL 313                         | 2017              | 2      |
| MAN NÜ 223                         | 2017              | 1      |
| MAN ÜL 353                         | 2017              | 1      |
| MAN Lion’s City                    | 2018              | 5      |
| MAN Lion’s City 12 EfficientHybrid | 2020              | 2      |
| Mercedes-Benz Integro              | 2020              | 2      |
| Mercedes-Benz O305                 | 2000              | 1      |
| Mercedes-Benz O407                 | 2006              | 13     |
| Mercedes-Benz O408                 | 2007              | 18     |
| Mercedes-Benz 412D                 | 2016              | 1      |
| Mercedes-Benz 515 CDI              | 2017              | 2      |
| Mercedes-Benz O530                 | 2008              | 17     |
| Mercedes-Benz O530G                | 2009              | 5      |
| Mercedes-Benz O530MÜ               | 2017              | 3      |
| Mercedes-Benz O530Ü                | 2015              | 1      |
| Mercedes-Benz O550                 | 2018              | 4      |
| Mercedes-Benz O550H                | 2013              | 1      |
| Mercedes-Benz 815 D                | 2018              | 1      |
| Setra S313UL                       | 2008              | 3      |
| Setra S315UL                       | 2008              | 3      |
| Solaris Urbino 8,9 LE              | 2020              | 6      |
| Solaris Urbino 10                  | 2016              | 2      |
| Solaris Urbino 10,5                | 2020              | 2      |
| Solaris Urbino 12                  | 2015              | 14     |
| Solaris Urbino 18                  | 2019              | 16     |
| Wszystkie pojazdy                  | Wszystkie pojazdy | 143    |

## Galeria

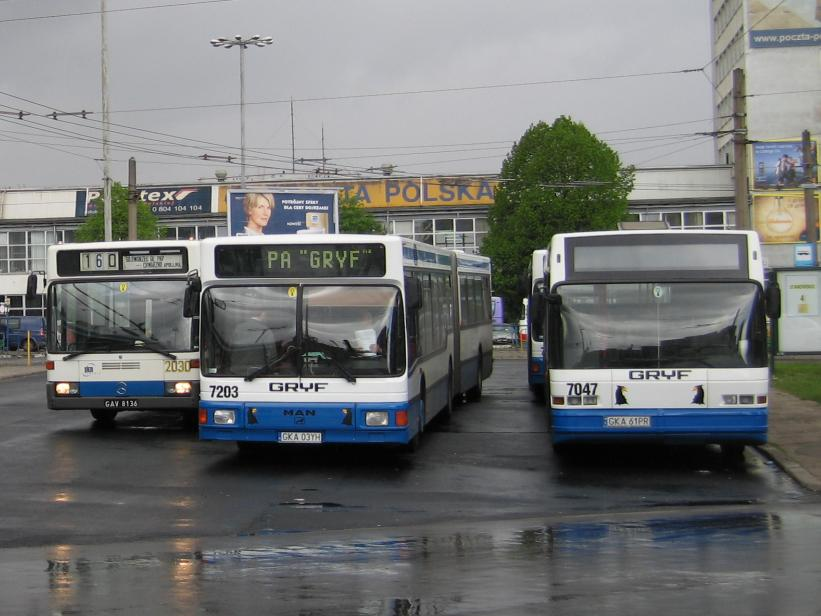
Mercedes O405N, MAN NG 272 i Neoplan N4014NF
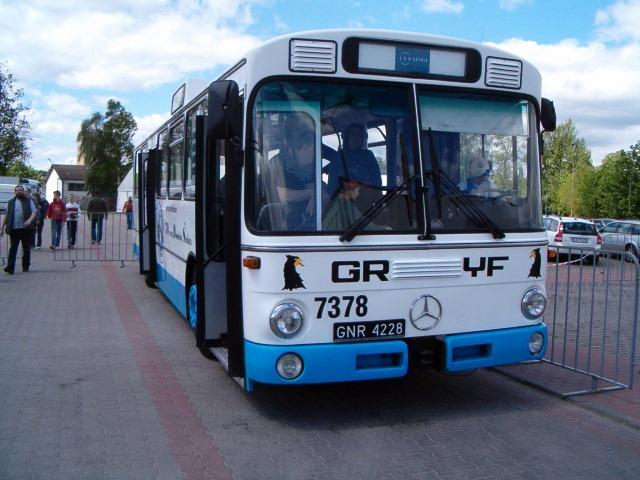
Mercedes O305
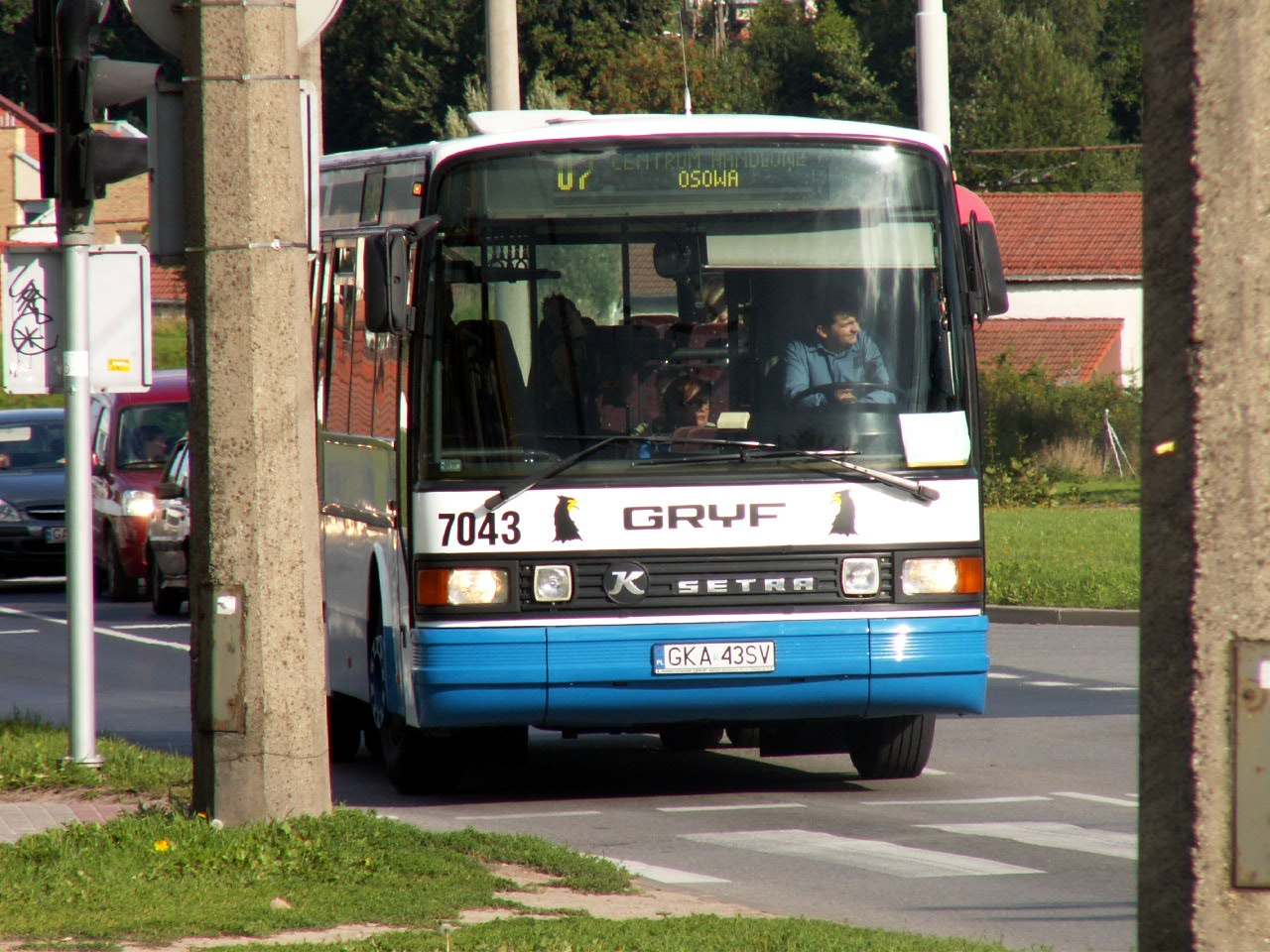
Setra S215
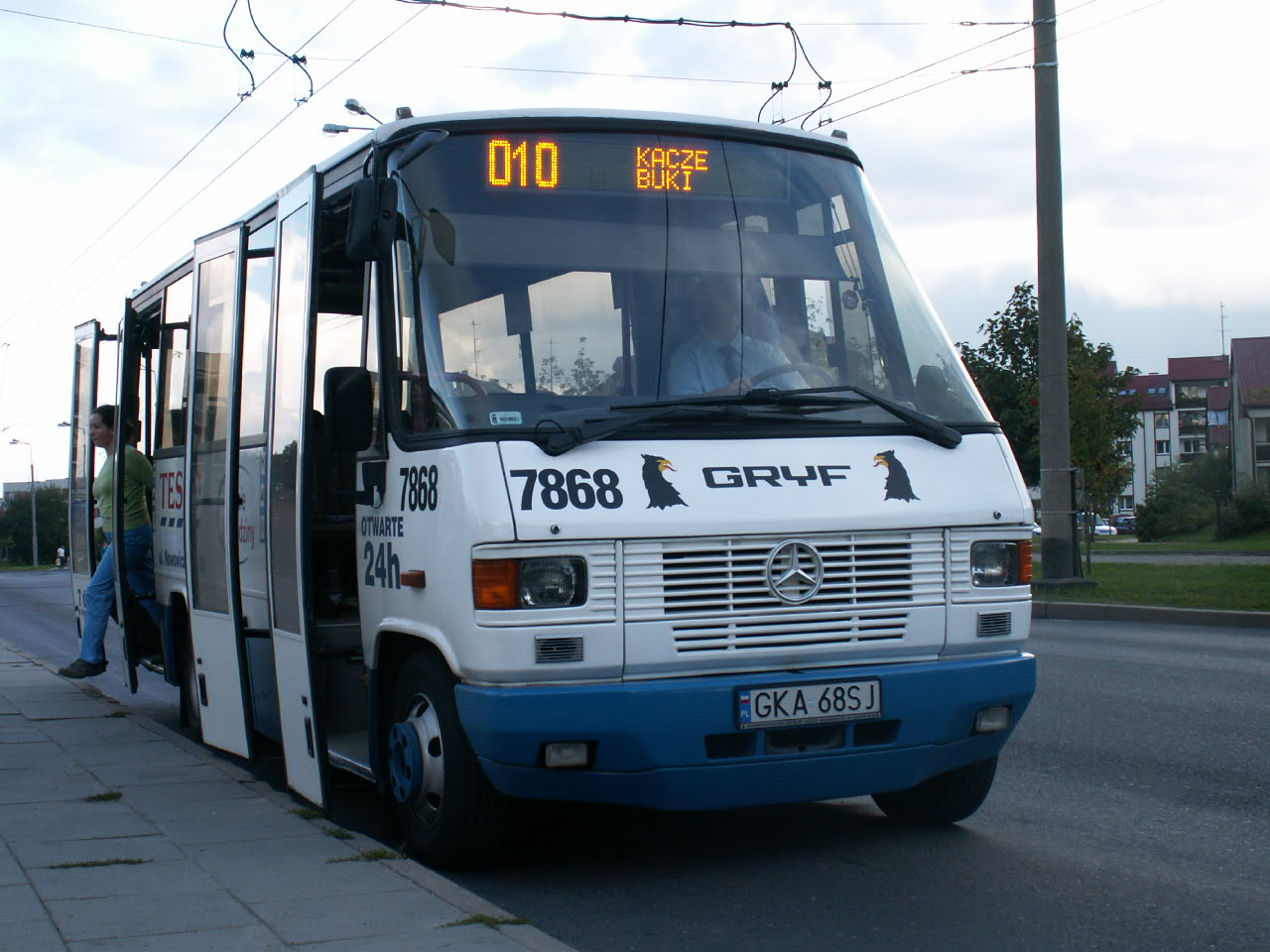
Mercedes Teamstar